# Шебаршино (Московская область)

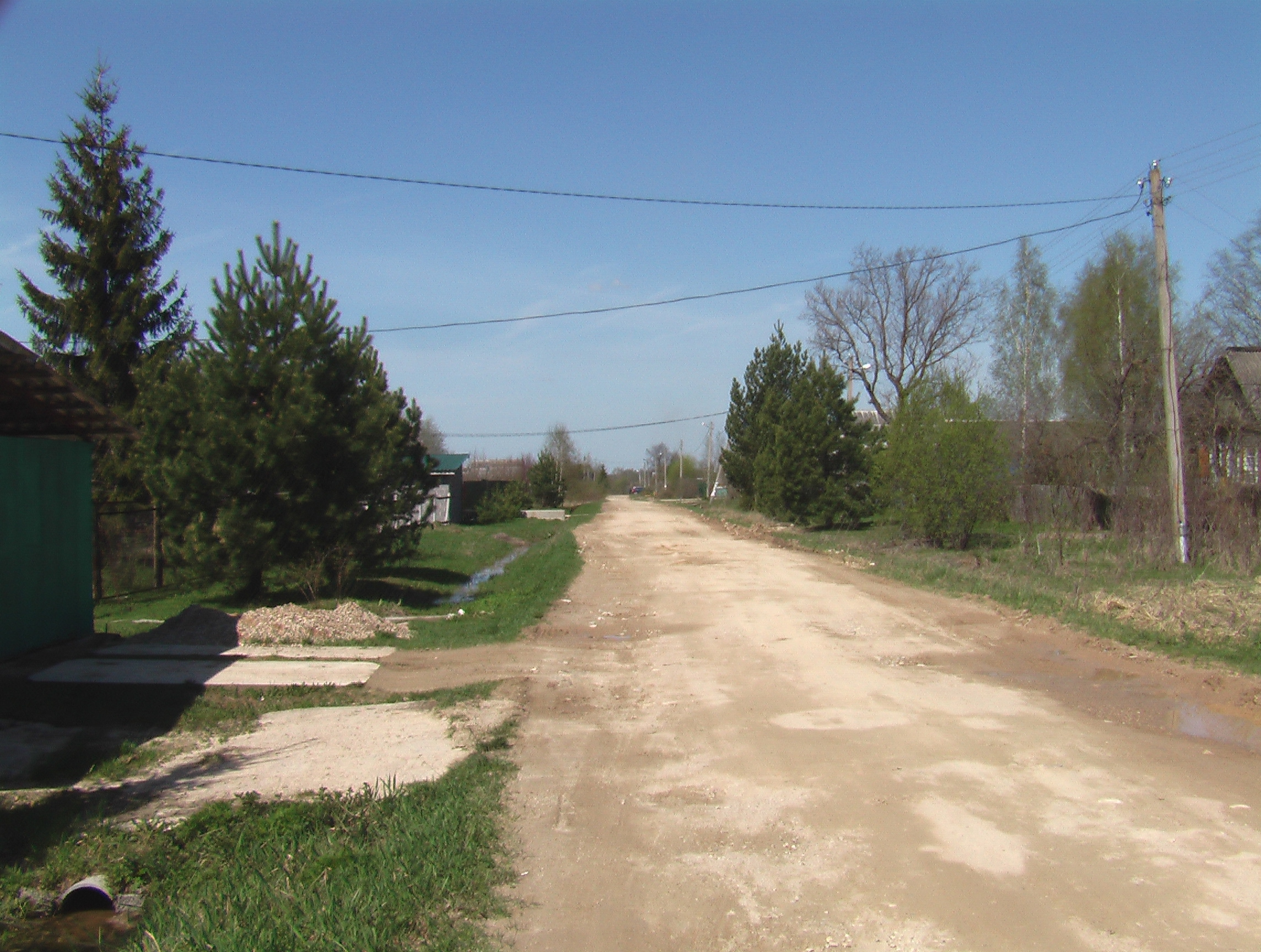

Шебаршино — деревня в сельском поселении Клементьевское Можайского района Московской области. До реформы 2006 года относилась к Клементьевскому сельскому округу. Численность постоянного населения по Всероссийской переписи 2010 года — 7 человек.
Деревня расположена на северо-востоке района, примерно в 15 км к северо-западу от Можайска, на обоих берегах реки Искона, высота над уровнем моря 169 м. Ближайшие населённые пункты — Клементьево на востоке, посёлок отделения-4 совхоза «Павлищево» на юго-востоке, Новосёлки на юго-западе и Ханево на западе.